# Bred dina vida vingar (musikalbum)
Bred dina vida vingar är ett album med kristna sånger från år 2000 av Göteborgs Gosskör.

## Låtlista
1. Närmare Gud till dig
2. O store Gud
3. O hur saligt att få vandra
4. Löftena kunna ej svika
5. Pärleporten
6. Bliv kvar hos mig
7. Jag har hört om en stad
8. Klippa du som brast för mig
9. Tryggare kan ingen vara (gossopransolo Fredrik Widstrand)
10. Oändlig nåd
11. Blott en dag
12. Var jag går i skogar, berg och dalar
13. Långt bortom rymder vida
14. Där rosor aldrig dör
15. Jesus för världen
16. Jag är främling
17. Bred dina vida vingar

## Medverkande
- Göteborgs Gosskör — sång
- Fredrik Sixten — dirigent
- Olle Persson — solist
- Henrik Mossberg — piano